# فتاربیتال
فتاربیتال (انگلیسی: Phetharbital) یک مشتق باربیتورات است. این دارو دارای اثرات ضد تشنج و اثر آرام بخش نسبتاً ضعیف است و پتانسیل سوء استفاده کمی دارد.